# Mario Mariani (scrittore)
Mario Mariani (Roma, 26 dicembre 1883 – San Paolo del Brasile, 14 novembre 1951) è stato uno scrittore, poeta e giornalista italiano.

## Biografia
Nacque fortuitamente a Roma il 26 dicembre 1883 durante un soggiorno d'affari del padre Domenico, un agiato possidente terriero di Solarolo (Ravenna), accompagnato dalla moglie Angelina Mandroni, in avanzato stato di gravidanza. Trascorse l'infanzia a Solarolo, dove svolse i primi studi scolastici, poi nel 1897 si recò con il padre a Roma dove frequentò l'Istituto Tecnico per Ragionieri, alternando i soggiorni fra la Capitale e Solarolo. Grazie ai contatti familiari, Mariani poté frequentare fin da giovanissimo Giosuè Carducci, Gabriele D'Annunzio e soprattutto Giovanni Pascoli.
La sua opera prima fu una raccolta di versi, Antelucano, apparsa nel 1905 quando aveva 21 anni. Erede di tradizioni familiari anarchico-socialiste, venne più volte denunciato dalle autorità per "incitamento alla disobbedienza" e schedato dalla Prefettura di Ravenna. Insofferente ai voleri del padre che aveva preparato per lui un futuro nell'azienda di famiglia, negli ultimi mesi del 1907 Mariani lasciò Solarolo e l'Italia. Si trasferì a Berlino, dove lavorò come corrispondente dalla Germania per il quotidiano Il Secolo di Milano. Nel 1911 sposò a Londra (non sono chiari i motivi sulla scelta della località) la ballerina e suonatrice di pianoforte Maria Biondi, dalla cui unione nacque la figlia Mara.
Dal 1911 i suoi libri furono pubblicati dall'editore milanese Sonzogno. I suoi racconti apparvero anche sulle riviste dell'editore, tra cui il quindicinale Il Mondo diretto da Enrico Cavacchioli. Con l'ingresso dell'Italia nella prima guerra mondiale venne mobilitato come ufficiale degli Alpini. I suoi articoli dal fronte furono pubblicati dai quotidiani Il Secolo e Il Messaggero (che fino al 1917 ebbero lo stesso proprietario, l'industriale Giuseppe Pontremoli). Mariani descrisse la sua esperienza militare durante la Grande Guerra in un'opera pregevole, Sott' la naja. Il 25 maggio 1915 Moerna (località bresciana vicina al Lago di Garda) fu occupata dalla fanteria del Regio Esercito italiano, proveniente dal monte Manos e da Capovalle. Al seguito della truppa vi era anche Mariani, che scriveva: 
(Mario Mariani, Giorni di sole. Ricordi della nostra avanzata in Trentino, ne «Il Secolo XX», 1915.)
Mariani - che nel 1917 si separò legalmente dalla moglie e, di fatto, abbandonò la figlia Mara - notò con tristezza che tra i soldati il concetto di "Patria" era completamente falsato ed attribuì questa fallacia cognitiva alla travagliata storia d'Italia e al cosmopolitismo cattolico e socialista. Egli raccontò infatti che nel suo plotone c'erano due tipi di fanti: «quelli per cui la patria era il borgo e tutt'al più la provincia - risultato di dieci secoli di schiavitù - e quelli per cui la patria era il mondo - risultato di cinquant'anni di predicazione evangelica internazionalista».
Dopo il conflitto ebbe in Italia un certo riscontro di pubblico con i suoi romanzi permeati da un curioso mix tra anarchismo, analisi sociale e una blanda critica ai valori della classe borghese italiana. Le sue opere erano contraddistinte da un tasso di erotismo alquanto elevato per l'epoca, e finirono per creare ben presto un certo scandalo, che accrebbe ancor più la sua popolarità. Andò a vivere a Milano in Via Monte Napoleone. Nel 1919 il suo racconto Adolescenti, seppur non apprezzato dalla critica, vendette cinquemila copie in tre settimane, stabilendo un record.
Nel 1920 la rivista letteraria Raccontanovelle dedicò un numero monografico ai maggiori scrittori del momento (Virgilio Brocchi, Dario Niccodemi, Gino Rocca, etc.): uno fu dedicato anche a Mariani. Per accrescere le sue ambizioni letterarie (in modo da uscire da una certa fama di scrittore scandalistico) Mariani fondò due periodici: la rivista letteraria Novella, di cui fu direttore per i primi anni (fino alla fine del 1923), e la rivista dedicata al teatro e al cinema Comoedia, pubblicata dal 1919 al dicembre 1934. Ebbe modo infine di misurarsi anche con la saggistica (pregevole un suo saggio su Machiavelli).
Con l'avvento del Fascismo, di cui era sempre stato un critico spietato (più da un punto di vista sociologico che politico), si rifugiò a Nizza, in Francia, dove nel 1927 pubblicò I quaderni antifascisti (in copertina: I quaderni dell'antifascismo) e Volontà. Settimanale volontista; espulso dal paese transalpino, si trasferì in Belgio. Nel 1929 si stabilì in Sudamerica, formando una famiglia e vivendo tra Brasile e Argentina. Svolse l'attività di scrittore e giornalista. Nel 1947, a guerra finita, ritornò in Italia con la famiglia (aveva un figlio, Elio) prendendo residenza a Gavirate, nel Varesotto.
Dal 1947 al 1951 la casa editrice Sonzogno di Milano ha pubblicato le Opere complete di Mario Mariani, alcune delle quali inedite, in 23 volumi (il vol. 24, Novelle americane, fu annunciato ma non vide mai la luce). Deluso e sfiduciato per lo scarso successo di questa iniziativa editoriale, decise di ritornare in America Latina, scegliendo come destinazione San Paolo del Brasile. Nel giugno del 1951 si imbarcò con la famiglia da Genova; pochi mesi dopo trovò la morte nella metropoli carioca, in cui fu sepolto.

## Opere
- Antelucano. Versi, Torino, Roux e Viarengo, 1905 (opera prima).
- Karin Michaelis, L'età pericolosa, Traduzione italiana autorizzata di Mario Mariani, Milano, Società editrice del Secolo, 1911.
- Sulle Alpi e sull'Isonzo. Dalla fronte nei primi quattro mesi della nostra guerra. 23 maggio-26 settembre 1915, Milano, Societa editoriale italiana, 1915.
- La neve rossa, Milano, Societa editoriale italiana, 1916.
- Il ritorno di Machiavelli. Studi sulla catastrofe europea, Milano, Societa editoriale italiana, 1916.
- I colloqui con la morte. Impressioni di guerra e novelle di trincea, Milano, Sonzogno, 1917 (con copertina illustrata da Bazzi).
- La casa dell'uomo. Romanzo, con illustrazioni di Filiberto Scarpelli, Milano, Sonzogno, 1918.
- Sott' la naja. Vita e guerra d'alpini, Milano, Societa editoriale italiana, 1918.
- Le adolescenti. Novelle, Illustrazioni di Renzo Ventura, Milano, Modernissima, 1919.
- Le smorfie dell'anima, Milano, Sonzogno, 1919 (con copertina illustrata da Bazzi).
- Lacrime di sangue, Milano, Sonzogno, 1919.
- Povero Cristo. Romanzo, Con illustrazioni di Enrico Sacchetti, Milano, Sonzogno, 1920.
- Così... per ridere, Milano, Casa editrice Italia, 1920.
- Le sorelline. Novelle, Copertina e illustrazioni di Bazzi, Milano, Modernissima, 1920.
- Purità. Romanzo, Milano, Vitagliano, 1920.
- Ripugnanze e ribellioni, Milano, Sonzogno, 1921.
- Le meditazioni d'un pazzo, Milano, Sonzogno, 1922.
- Le girandole del sentimento, Milano, Sonzogno, 1922.
- Le signore per bene, Milano, Sonzogno, 1922.
- Saette ne l'abisso. Tre misteri, tre affari, tre perdoni, tre sorrisi, Milano, Sonzogno, 1924.
- L'equilibrio degli egoismi, Milano, L'idea, 1925.
- Il tramonto di don Giovanni. Romanzo, Milano, Sonzogno, 1925.
- La Madonna dei sette dolori, Milano, Sonzogno, 1926.
- Alla ribalta. Figure dell'antifascismo. La vita romanzesca di Jacques Gauvin[13], in: «L'Università proletaria», I (1928).
- Vent'anni dopo, Milano, Sonzogno, 1947 («Opere complete», 20).
- Gli ultimi uomini. Romanzo, Milano, Sonzogno, 1948 («Opere complete», 21).
- Un uomo tutto per me. Romanzo, Milano, Sonzogno, 1949 («Opere complete», 23).
- L'amore è morto, Milano, Sonzogno, 1950 («Opere complete», 22).